# Joshewa Frederick-Charlery
Joshewa Frederick-Charlery (24 gennaio 1997) è un calciatore britannico delle Isole Cayman, difensore del KajHa.

## Carriera

### Nazionale
Ha esordito in nazionale il 13 maggio 2015 nell'amichevole Repubblica Dominicana-Isole Cayman (6-0).

## Statistiche

### Cronologia presenze e reti in nazionale
| Cronologia completa delle presenze e delle reti in nazionale ― Isole Cayman | Cronologia completa delle presenze e delle reti in nazionale ― Isole Cayman | Cronologia completa delle presenze e delle reti in nazionale ― Isole Cayman | Cronologia completa delle presenze e delle reti in nazionale ― Isole Cayman | Cronologia completa delle presenze e delle reti in nazionale ― Isole Cayman | Cronologia completa delle presenze e delle reti in nazionale ― Isole Cayman | Cronologia completa delle presenze e delle reti in nazionale ― Isole Cayman | Cronologia completa delle presenze e delle reti in nazionale ― Isole Cayman |
| Data                                                                        | Città                                                                       | In casa                                                                     | Risultato                                                                   | Ospiti                                                                      | Competizione                                                                | Reti                                                                        | Note                                                                        |
| --------------------------------------------------------------------------- | --------------------------------------------------------------------------- | --------------------------------------------------------------------------- | --------------------------------------------------------------------------- | --------------------------------------------------------------------------- | --------------------------------------------------------------------------- | --------------------------------------------------------------------------- | --------------------------------------------------------------------------- |
| 10-9-2018                                                                   | Kingston                                                                    | Giamaica                                                                    | 4 – 0                                                                       | Isole Cayman                                                                | CONCACAF Nations League 2019-2020 - Qualificazioni                          | -                                                                           |                                                                             |
| 18-11-2018                                                                  | George Town                                                                 | Isole Cayman                                                                | 0 – 0                                                                       | Saint Lucia                                                                 | CONCACAF Nations League 2019-2020 - Qualificazioni                          | -                                                                           | 44’ 81’                                                                     |
| 23-3-2019                                                                   | George Town                                                                 | Isole Cayman                                                                | 1 – 2                                                                       | Montserrat                                                                  | CONCACAF Nations League 2019-2020 - Qualificazioni                          | -                                                                           | 74’                                                                         |
| 5-9-2019                                                                    | Frederiksted                                                                | Isole Vergini Americane                                                     | 0 – 2                                                                       | Isole Cayman                                                                | CONCACAF Nations League 2019-2020 - 1º Turno                                | -                                                                           | Cap. 78’                                                                    |
| 9-9-2019                                                                    | George Town                                                                 | Isole Cayman                                                                | 3 – 2                                                                       | Barbados                                                                    | CONCACAF Nations League 2019-2020 - 1º Turno                                | -                                                                           | Cap. 45’                                                                    |
| 16-10-2019                                                                  | George Town                                                                 | Isole Cayman                                                                | 1 – 0                                                                       | Saint-Martin                                                                | CONCACAF Nations League 2019-2020 - 1º Turno                                | -                                                                           | Cap.                                                                        |
| 17-11-2019                                                                  | George Town                                                                 | Isole Cayman                                                                | 1 – 0                                                                       | Isole Vergini Americane                                                     | CONCACAF Nations League 2019-2020 - 1º Turno                                | -                                                                           | Cap.                                                                        |
| 20-11-2019                                                                  | Bridgetown                                                                  | Barbados                                                                    | 3 – 0                                                                       | Isole Cayman                                                                | CONCACAF Nations League 2019-2020 - 1º Turno                                | -                                                                           | Cap. 66’                                                                    |
| 24-3-2021                                                                   | Paramaribo                                                                  | Suriname                                                                    | 3 – 0                                                                       | Isole Cayman                                                                | Qual. Mondiali 2022                                                         | -                                                                           | Cap. 58’                                                                    |
| 30-3-2021                                                                   | Bradenton                                                                   | Isole Cayman                                                                | 0 – 11                                                                      | Canada                                                                      | Qual. Mondiali 2022                                                         | -                                                                           | Cap. 84’                                                                    |
| 3-6-2021                                                                    | Bradenton                                                                   | Isole Cayman                                                                | 1 – 3                                                                       | Aruba                                                                       | Qual. Mondiali 2022                                                         | -                                                                           | 81’                                                                         |
| 9-6-2021                                                                    | Bradenton                                                                   | Bermuda                                                                     | 1 – 1                                                                       | Isole Cayman                                                                | Qual. Mondiali 2022                                                         | -                                                                           | Cap.                                                                        |
| 3-6-2022                                                                    | Tortola                                                                     | Isole Vergini Britanniche                                                   | 1 – 1                                                                       | Isole Cayman                                                                | CONCACAF Nations League 2022-2023 - 1º Turno                                | -                                                                           |                                                                             |
| 7-6-2022                                                                    | George Town                                                                 | Isole Cayman                                                                | 1 – 0                                                                       | Isole Vergini Britanniche                                                   | CONCACAF Nations League 2022-2023 - 1º Turno                                | -                                                                           | Cap.                                                                        |
| 10-6-2022                                                                   | George Town                                                                 | Isole Cayman                                                                | 0 – 3                                                                       | Porto Rico                                                                  | CONCACAF Nations League 2022-2023 - 1º Turno                                | -                                                                           |                                                                             |
| 27-3-2023                                                                   | Bayamón                                                                     | Porto Rico                                                                  | 5 – 1                                                                       | Isole Cayman                                                                | CONCACAF Nations League 2022-2023 - 1º Turno                                | -                                                                           |                                                                             |
| Totale                                                                      |                                                                             | Presenze                                                                    | 16                                                                          |                                                                             | Reti                                                                        | 0                                                                           |                                                                             |